# Chrysotimus apicicurvatus
Chrysotimus apicicurvatus är en tvåvingeart som beskrevs av Yang 2001. Chrysotimus apicicurvatus ingår i släktet Chrysotimus och familjen styltflugor. Inga underarter finns listade i Catalogue of Life.